# Liste des chefs d'État du Ghana
Cet article présente la liste des chefs d'État du Ghana depuis l'indépendance du pays en 1957.

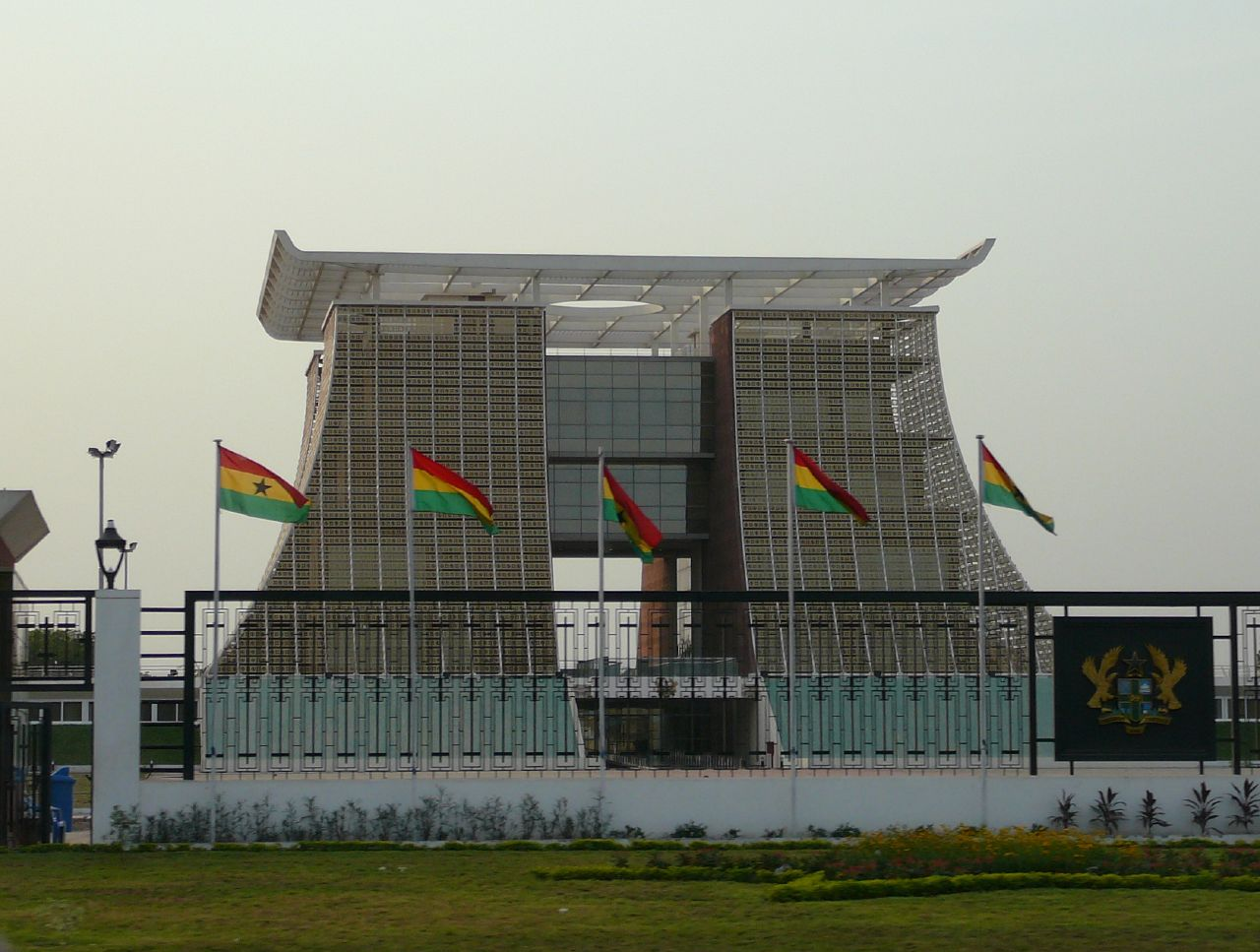
Jubilee House, le palais présidentiel du Ghana depuis 2008.

De 1957 à 1960, le chef de l'État — en vertu de la Constitution du Ghana — est la reine du Ghana, Élisabeth II, qui est également reine du Royaume-Uni et des autres royaumes du Commonwealth. La reine est alors représentée dans le pays par un gouverneur général, parfois considéré comme le chef d'État de facto. Lorsque le Ghana devient une république au sein du Commonwealth à la suite de la promulgation de la Constitution de 1960, le monarque et le gouverneur général sont remplacés par un président de la République, détenteur du pouvoir exécutif, élu au scrutin direct.
L'actuel titulaire est John Dramani Mahama depuis le 7 janvier 2025, après avoir été élu en 2024.

## Royaume (1957-1960)

### Reine
| No | Portrait     | Titulaire                | Règne       | Règne            | Règne                     | Dynastie |
| No | Portrait     | Titulaire                | Début       | Fin              | Durée                     | Dynastie |
| -- | ------------ | ------------------------ | ----------- | ---------------- | ------------------------- | -------- |
| 1  | Élisabeth II | Élisabeth II (1926-2022) | 6 mars 1957 | 1er juillet 1960 | 3 ans, 3 mois et 25 jours | Windsor  |

### Gouverneurs généraux
| No | Portrait                 | Titulaire                                  | Mandat           | Mandat           | Mandat                    | Monarque     |
| No | Portrait                 | Titulaire                                  | Début            | Fin              | Durée                     | Monarque     |
| -- | ------------------------ | ------------------------------------------ | ---------------- | ---------------- | ------------------------- | ------------ |
| 1  | Sir Charles Arden-Clarke | Sir Charles Arden-Clarke (1898-1962)       | 6 mars 1957      | 14 mai 1957      | 2 mois et 8 jours         | Élisabeth II |
| —  | Kobina Arku Korsah       | Sir Kobina Arku Korsah (1894-1967) intérim | 14 mai 1957      | 13 novembre 1957 | 5 mois et 30 jours        | Élisabeth II |
| 2  | William Hare             | William Hare (1906-1997)                   | 13 novembre 1957 | 1er juillet 1960 | 2 ans, 7 mois et 18 jours | Élisabeth II |

## République (depuis 1960)
| No                                 | Portrait                        | Titulaire | Élection                        | Mandat                          | Mandat                                       | Mandat                          | Parti politique                 | Parti politique                 |
| No                                 | Portrait                        | Titulaire | Élection                        | Début                           | Fin                                          | Durée                           | Parti politique                 | Parti politique                 |
| Première République (1960-1966)    | Première République (1960-1966) | Première République (1960-1966)                                                                                         | Première République (1960-1966) | Première République (1960-1966) | Première République (1960-1966)              | Première République (1960-1966) | Première République (1960-1966) | Première République (1960-1966) |
| ---------------------------------- | ------------------------------- | --- | ------------------------------- | ------------------------------- | -------------------------------------------- | ------------------------------- | ------------------------------- | ------------------------------- |
| 1                                  | Kwame Nkrumah                   | Kwame Nkrumah (1909-1972)                                                                                               | 1960 1964                       | 1er juillet 1960                | 24 février 1966 (déposé par un coup d'État)  | 5 ans, 7 mois et 23 jours       |                                 | CPP                             |
| Gouvernement militaire (1966-1969) |                                 | |                                 |                                 |                                              |                                 |                                 |                                 |
| —                                  | Joseph Arthur Ankrah            | Joseph Arthur Ankrah (1915-1992) Président du Conseil national de libération                                            | —                               | 24 février 1966                 | 2 avril 1969 (démission)                     | 3 ans, 1 mois et 9 jours        |                                 | Militaire                       |
| —                                  | Akwasi Afrifa                   | Akwasi Afrifa (1936-1979) Président du Conseil national de libération                                                   | —                               | 2 avril 1969                    | 3 septembre 1969                             | 5 mois et 1 jour                |                                 | Militaire                       |
| Deuxième République (1969-1972)    |                                 | |                                 |                                 |                                              |                                 |                                 |                                 |
| —                                  | Akwasi Afrifa                   | Akwasi Afrifa (1936-1979) Président de la Commission présidentielle                                                     | —                               | 3 septembre 1969                | 7 août 1970                                  | 11 mois et 4 jours              |                                 | Militaire                       |
| —                                  | Nii Amaa Ollennu                | Nii Amaa Ollennu (1906-1986)                                                                                            | intérim                         | 7 août 1970                     | 31 août 1970                                 | 24 jours                        |                                 | Indépendant                     |
| 2                                  | Edward Akufo-Addo               | Edward Akufo-Addo (1906-1979)                                                                                           | —                               | 31 août 1970                    | 13 janvier 1972 (déposé par un coup d'État)  | 1 an, 4 mois et 13 jours        |                                 | Indépendant                     |
| Gouvernement militaire (1972-1979) |                                 | |                                 |                                 |                                              |                                 |                                 |                                 |
| —                                  | Ignatius Kutu Acheampong        | Ignatius Kutu Acheampong (1931-1979) Président du Conseil national de rédemption Président du Conseil militaire suprême | —                               | 13 janvier 1972                 | 5 juillet 1978 (déposé par un coup d'État)   | 6 ans, 5 mois et 22 jours       |                                 | Militaire                       |
| —                                  | Fred Akuffo                     | Fred Akuffo (1937-1979) Président du Conseil militaire suprême                                                          | —                               | 5 juillet 1978                  | 4 juin 1979 (déposé par un coup d'État)      | 10 mois et 30 jours             |                                 | Militaire                       |
| —                                  | Jerry Rawlings                  | Jerry Rawlings (1947-2020) Président du Conseil révolutionnaire des forces armées                                       | —                               | 4 juin 1979                     | 24 septembre 1979                            | 3 mois et 20 jours              |                                 | Militaire                       |
| Troisième République (1979-1981)   |                                 | |                                 |                                 |                                              |                                 |                                 |                                 |
| 3                                  | Hilla Limann                    | Hilla Limann (1934-1998)                                                                                                | 1979                            | 24 septembre 1979               | 31 décembre 1981 (déposé par un coup d'État) | 2 ans, 3 mois et 7 jours        |                                 | PNP                             |
| Gouvernement militaire (1981-1993) |                                 | |                                 |                                 |                                              |                                 |                                 |                                 |
| —                                  | Jerry Rawlings                  | Jerry Rawlings (1947-2020) Président provisoire de Défense nationale                                                    | —                               | 31 décembre 1981                | 7 janvier 1993                               | 11 ans et 7 jours               |                                 | Militaire                       |
| Quatrième République (depuis 1993) |                                 | |                                 |                                 |                                              |                                 |                                 |                                 |
| 4                                  | Jerry Rawlings                  | Jerry Rawlings (1947-2020)                                                                                              | 1992 1996                       | 7 janvier 1993                  | 7 janvier 2001                               | 8 ans                           |                                 | NDC                             |
| 5                                  | John Kufuor                     | John Kufuor (né en 1938)                                                                                                | 2000 2004                       | 7 janvier 2001                  | 7 janvier 2009                               | 8 ans                           |                                 | NPP                             |
| 6                                  | John Atta-Mills                 | John Atta Mills (1944-2012)                                                                                             | 2008                            | 7 janvier 2009                  | 24 juillet 2012 (mort en fonction)           | 3 ans, 6 mois et 17 jours       |                                 | NDC                             |
| 7                                  | John Dramani Mahama             | John Dramani Mahama (né en 1958)                                                                                        | —                               | 24 juillet 2012                 | 7 janvier 2012                               | 4 ans, 5 mois et 14 jours       |                                 | NDC                             |
| 7                                  | John Dramani Mahama             | John Dramani Mahama (né en 1958)                                                                                        | 2012                            | 7 janvier 2013                  | 7 janvier 2017                               | 4 ans, 5 mois et 14 jours       |                                 | NDC                             |
| 8                                  | Nana Akufo-Addo                 | Nana Akufo-Addo (né en 1944)                                                                                            | 2016 2020                       | 7 janvier 2017                  | 7 janvier 2025                               | 8 ans                           |                                 | NPP                             |
| (7)                                | John Dramani Mahama             | John Dramani Mahama (né en 1958)                                                                                        | 2024                            | 7 janvier 2025                  | en cours                                     | 2 mois et 1 jour                |                                 | NDC                             |